# Coronado 35
El Coronado 35 és un veler nord-americà dissenyat per William H. Tripp Jr. com a creuer i construït per primera vegada el 1971. El disseny del Coronado 35 es va desenvolupar en el Portman 36 el 1978 i més tard en el Watkins 36 i el Watkins 36C.

## Desenvolupament
El buc del Coronado 35 deriva dels motlles utilitzats l'any 1970, per al Columbia 34 Mark II dissenyat per Tripp, que també es van utilitzar per al Hughes 36 i el Hughes-Columbia 36.

## Producció
Un cop probat el disseny va ser construït entre 1971 i 1976, per Coronado Yachts als Estats Units, i per Playvisa, primer a Barcelona i finalment a Rubí, però actualment està fora de producció.

## Disseny
El Coronado 35 és un vaixell de quilla d'esbarjo, construït principalment amb fibra de vidre, amb adorns de fusta. Disposa d'una plataforma Ketch amb cabina central o una plataforma sloop opcional, una roda inclinada amb un mirall de popa elevat, un timó adossat a una quilla d'aleta fixa, controlat per una roda de timó hidràulica. Desplaça 13,000 lb (5,897 kg) i en porta 4,700 lb (2,132 kg) de llast.
El vaixell té un calat de 5.50 ft (1.68 m) amb la quilla estàndard de gran calat i 3.8 ft (1.2 m) amb la quilla de baix calat opcional.
El vaixell està equipat amb un motor de gasolina Palmer P-60 per atracar i maniobrar. El dipòsit de combustible té una 29 galons d'EUA (110 L; 24 imp gal) i el dipòsit d'aigua dolça també té una capacitat de 29 galons d'EUA (110 L; 24 imp gal).
El disseny té una velocitat de desplaçament de 7.03 kn (13.02 km/h).

## Variants
Coronado 35
Model equipat amb aparell ketch amb una superfície vèlica total de 535 sq ft (49.7 m2).
Coronado 35 MS
Model amb aparell sloop amb una superfície vèlica total de 502 sq ft (46.6 m2).

## Velers semblants
- Hugues 36
- Hughes-Columbia 36
- Portman 36
- Watkins 36
- Watkins 36C